# SD Željezničar
El SD Željezničar (en bosnio: Sportsko Društvo Željezničar, "Sociedad Deportiva de los Trabajadores del Ferrocarril") es un club polideportivo de Bosnia y Herzegovina con sede en la capital, Sarajevo. La sociedad, una de las más importantes del deporte bosnio, fue fundada en 1921 por un grupo de trabajadores del ferrocarril como RŠD Željezničar (Radničko športsko društvo, "Sociedad Deportiva de los Trabajadores"), pero tras la Segunda Guerra Mundial pasó a denominarse SD Željezničar, su nombre actual.
La sociedad cuenta con clubes en varios deportes, pero los más exitosos son sus secciones de fútbol, baloncesto y balonmano, todos ellos campeones de Yugoslavia y Bosnia y Herzegovina en sus respectivas especialidades.

## Fútbol
El FK Željezničar se fundó en 1921 y es el miembro más prominente y más popular de esta asociación. El club ganó un título de campeón en la antigua Yugoslavia en 1972, y cuatro títulos más en la independencia de Bosnia-Herzegovina. El club cuenta con otros cinco títulos de Copa de Bosnia. El mejor resultado internacional de clubes se registró en 1985, cuando alcanzaron las semifinales de la Copa de la UEFA.

## Balonmano
El Rukometni Klub Željezničar fue el más exitoso club de balonmano bosnio en la antigua Yugoslavia, junto con el RK Borac Banja Luka, y ganaron el título de campeón en 1978. Además llegó a la final de la Copa EHF en 1982, donde perdieron ante el Gummersbach. En la Bosnia independiente, consiguieron el campeonato de la guerra en 1993, pero en realidad nunca se ha asentado como un equipo que suela luchar por el título de liga. El club ha jugado en competiciones organizadas por la EHF en varias ocasiones. Sin embargo, fueron relegados debido a problemas financieros. Después de un par de temporadas, en 2006, regresaron a la primera división, pero por una única temporada, ya que fueron relegados de nuevo el año siguiente.
El club de balonmano femenino ha tenido más éxito en Bosnia. El equipo ganó tres títulos de la Copa en 1996, 1999 y 2002, pero aún no ha conseguido un campeonato de liga. La sede del club se encuentran en Hadžići, pequeña ciudad cerca de Sarajevo.

## Baloncesto
El baloncesto es el segundo deporte más popular en Bosnia-Herzegovina. El Košarkaški Klub Željezničar masculino ya no existe. Fue uno de los mejores clubes bosnios en la década de 1960 y 1970, pero en la década de 1980 dejó de existir. En la clasificación general yugoslava entre 1946-1991 ocuparon el puesto 24. Pasaron seis temporadas en la máxima categoría.
Por otro lado, el club femenino ganó el campeonato yugoslavo (en el que estaban participando con regularidad) en 1971. También logró llegar a la final de la Copa de baloncesto yugoslava en 1988 y 1989. Sin embargo, sus mejores resultados se dieron en la Bosnia-Herzegovina independiente. El equipo ganó el título del campeonato bosnio 9 veces, la Copa bosnia en 8 ocasiones y la Liga ABA en 2003.